# Renegade (Paramore)
Renegadeè un singolo del gruppo musicale statunitense Paramore, pubblicato l'11 ottobre 2011.
La canzone è il primo singolo della serie Singles Club, che la band annunciò il giorno stesso della pubblicazione.

## Descrizione
La canzone, scritta dai membri della band Hayley Williams, Jeremy Davis e Taylor York, fu registrata nella stessa sessione di registrazione di Monster, con il produttore Rob Cavallo. Le canzoni registrate in totale in quella sessione furono quindi quattro, contando anche i successivi singoli In the Mourning e Hello Cold World. Questi ultimi, insieme a Renegade, sono stati messi in commercio dalla band esclusivamente su Singles Club, anziché su iTunes.
Prima di essere pubblicata come singolo, la canzone era già stata suonata dalla band per la prima volta in occasione dell'FBM15 (il concerto commemorativo per il quindicesimo anniversario dell'etichetta discografica Fueled by Ramen), tenutosi a New York il 7 settembre 2011.

## Formazione
- Hayley Williams – voce
- Jeremy Davis – basso
- Taylor York - chitarra, batteria